# 12-а армия (Вермахт)
12-а армия (на немски: 12. Armee) е армия, част от сухопътните войски на Вермахта, сформирана по време на Втората световна война.

## История
12-а армия е създадена на 13 октомври 1939 г. под командването на Вилхелм Лист. Първоначално участва в отбраната на линията „Зигфрид“. По-късно участва в Битката за Франция. След това армията е прехвърлена в Румъния, като част от настъплението на Оста на Балканите.
През февруари 1941 г. споразумение между фелдмаршал Лист и Генералния щаб на Българската армия позволява преминаването на германските войски през България. През нощта на 28 февруари германската армия преминава през река Дунав от Румъния и заема стратегически позиции в България.
На 6 април части на 12-а армия напредват в Югославия и Гърция. Първо югославските, а по-късно и гръцките войски, са сломени от петнадесетте дивизии на 12-а армия, четири от които бронирани.
Британците прехвърлят четири дивизии от Либия в помощ на гърците, но те са постепенно изтласкани и принудени да се евакуират. На 23 април в северната част на страната армията на Гърция се предава на нацистка Германия. Четири дни по-късно германските войски влизат в Атина и развяват германския флаг над Акропола.
На 1 януари 1943 г. 12-а армия става Група армии „Е“.
На 10 април 1945 г. 12-а армия е преустроена и участва в защитата на Бяло море преди да бъде върната в Германия. Армията е поставена в защитни позиции по река Елба, обърната на запад. С приближаването на съветските войски от изток армията се изправя срещу тях. Под командването на генерал Валтер Венк, 12-а армия прави последния опит за вдигане на обсадата над Берлин. Въпреки че успешно достига Потсдам, 12-а армия е спряна от превъзхождащите я съветски войски и е принудена да преустанови усилията си. 12-а армия се слива с останките на 9-а армия и в объркването при съветските пробиви осигуряват коридор на запад за войници и бежанци.

## Командири
- Генерал Вилхелм Лист (13 октомври 1939 – 29 октомври 1941 г.)
- Генерал Валтер Кунтце (29 октомври 1941 – 2 юли 1942 г.)
- Генерал-полковник Александър Лер (2 юли 1942 – 31 декември 1942 г.)
- Генерал Валтер Венк (10 април 1945 – 7 май 1945 г.)